# Zdravotní péče ve Rwandě

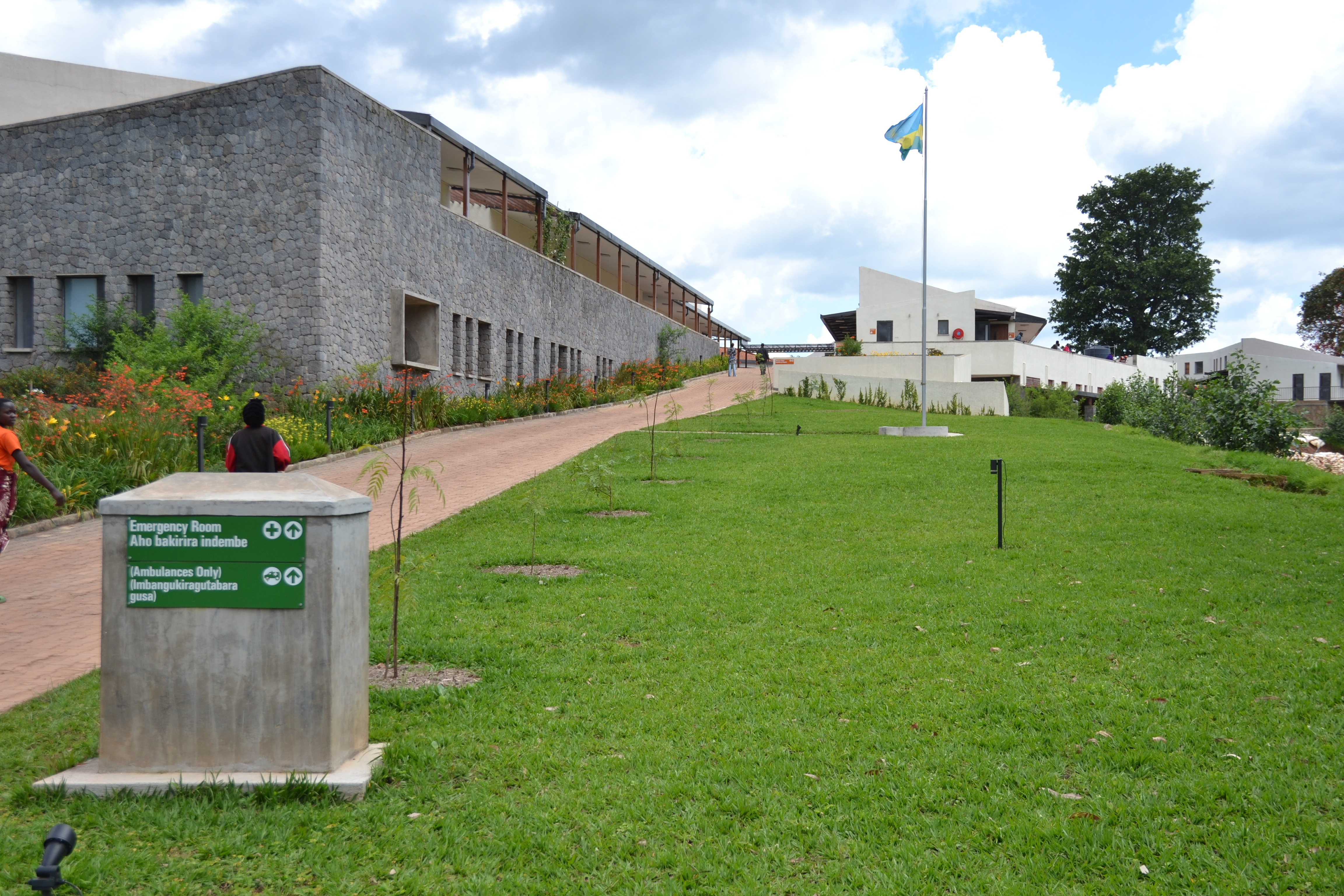
Nemocnice Butaro v okrese Burera

Zdravotní péče ve Rwandě byla nekvalitní, ale v 21. století zaznamenala velké zlepšení. Rwanda provozuje univerzální systém zdravotní péče a má jeden z nejkvalitnějších zdravotnických systémů v Africe.

## Historie
V období před genocidou, tedy před rokem 1994, bylo rwandské zdravotnictví podporováno iniciativou Bamako, která byla sponzorována z fondů UNICEF a WHO a v roce 1987 přijata africkými ministry zdravotnictví. Byl zahájen pokrok směrem k decentralizaci systému řízení zdravotnictví, nejprve na úroveň provincií a poté na úroveň okresů. Tento proces však narušila v roce 1994 genocida, která kromě ekonomiky ochromila i zdravotnictví. Po genocidě zaznamenala Rwanda prudký vzestup při obnově svého zdravotního systému i ekonomiky. Od té doby vybudovala jeden z nejlepších zdravotnických systémů v regionu. V roce 2008 vynaložila vláda na zdravotní péči 9,7 % vnitrostátních výdajů. V roce 1996 to byla pouze 3,2 %.

## Systém zdravotního pojištění
Zdravotní pojištění se v roce 2008 stalo povinným pro všechny jednotlivce . V roce 2010 tak pokrývalo více než 90 % populace. V roce 2012 zůstávala nepojištěna pouze přibližně 4 %.
Prezident Paul Kagame učinil zdravotní péči jednou z priorit rozvojového programu Vize 2007 a v roce 2013 zvýšil výdaje na zdravotní péči na 6,5 % hrubého domácího produktu země. V roce 1996 to bylo pouze 1,9 %. Vláda přenesla financování a řízení zdravotní péče na místní komunity prostřednictvím systému poskytovatelů zdravotního pojištění zvaného mutuelles de santé. Zkouška tohoto systému proběhla v roce 1999 a celostátně byl zpřístupněn na začátku 21. století. Jsou vlastněny a spravovány na úrovni třiceti rwandských okresů. Navíc existují samostatné národní systémy zdravotního pojištění pro státní zaměstnance a vojáky.
Od roku 2011 se sazba za zdravotní pojištění odvíjí od osobního bohatství, přičemž nejchudší občané jej mají zdarma. V roce 2005 prezident Kagame také zahájil program Prezidentská iniciativa proti malárii. Cílem této iniciativy bylo pomoci dostat nejnutnější materiály pro prevenci malárie, jako jsou moskytiéry a léky, i do nejodlehlejších venkovských oblastí. Rwanda se řídí univerzálním modelem zdravotní péče, který poskytuje zdravotní pojištění prostřednictvím mutuelles de santé. V roce 2012 bylo asi 45 % systému financováno z plateb pojistného, zbytek pocházel z vládního financování a od mezinárodních dárců.

## Kvalita zdravotnictví

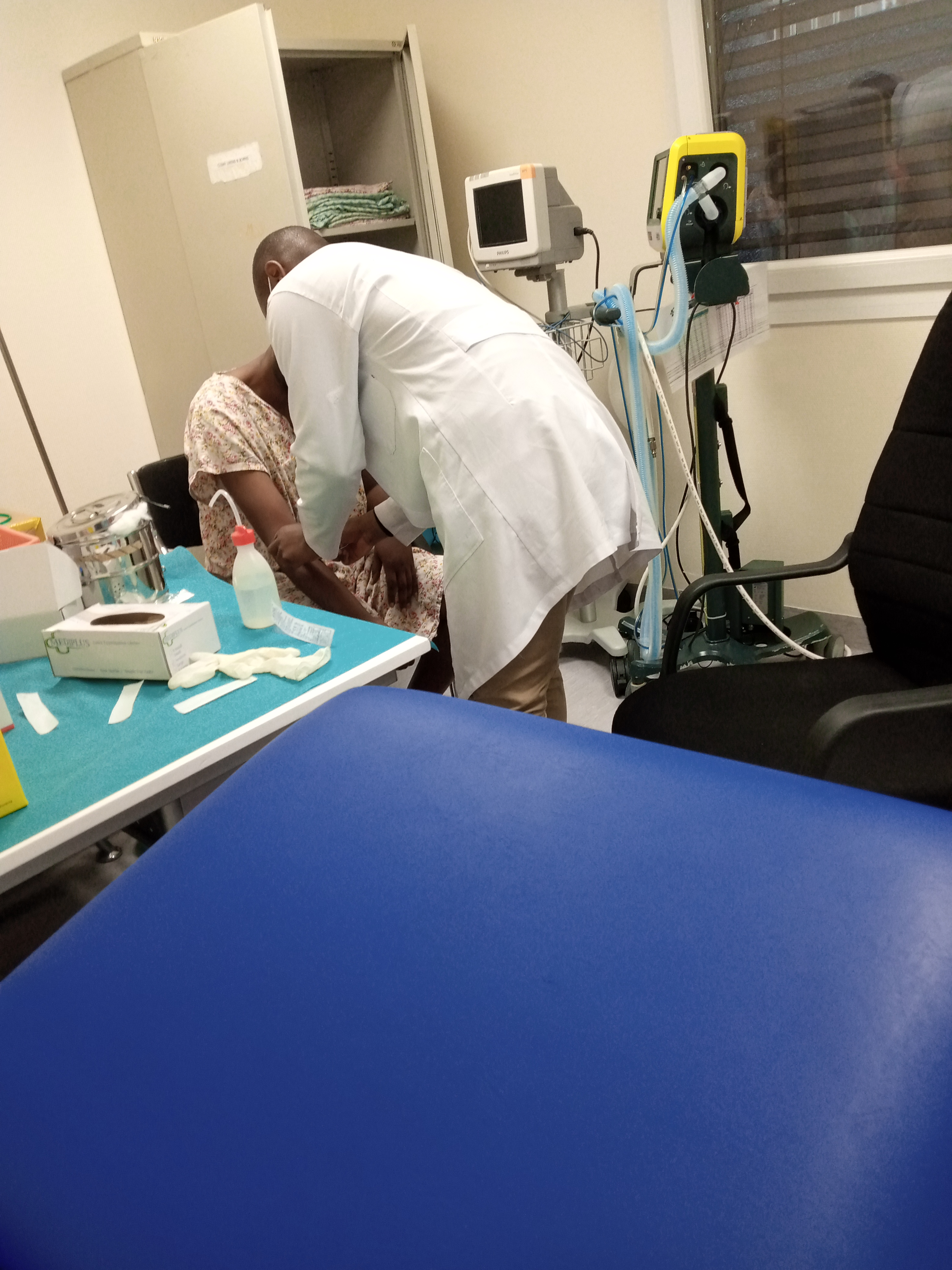
Příprava na magnetickou rezonanci, King Faisal Hospital

Rwandský zdravotní systém provozuje 499 zdravotnických středisek, 680 zdravotnických stanic, které se zabývají převážně ambulantní péčí, jako je očkování a poskytují služby plánovaného rodičovství, dále řadu ambulancí a 42 okresních nemocnic. Vesnice jsou obsluhovány sítí tisíců komunitních zdravotníků. V zemi existují čtyři kvalitní nemocnice, Kigali University Teaching Hospital, Butare University Teaching Hospital, King Faisal Hospital Kigali a Rwanda Military Hospital. Nejpokročilejší z nich je King Faisal Hospital. Ta přijímá pacienty na doporučení jinými nemocnicemi nebo klinikami. Je to nejmodernější nemocnice ve Rwandě, disponuje i CT a MRI přístrojem, dvěma dialyzačními přístroji a širokou škálou chirurgických možností.
Rwandské kliniky jsou vybaveny základním lékařským vybavením a základními léky. Okresní nemocnice nabízejí základní chirurgické služby a všechny mají minimálně 15 lékařů. Ti, kteří potřebují pokročilejší a specializovanou péči, jsou odesláni do jedné ze čtyř hlavních nemocnic. V zemi je také pět center pro léčbu rakoviny.

## Zdravotníci
Existuje sít více než 58 tisíc komunitních zdravotníků, kteří poskytují primární péči ve 14 837 vesnicích a vydávají i doporučení na vyšetření ve větších nemocnicích.
Rwanda má nedostatek lékařských odborníků. V roce 2013 připadalo 0,84 lékaře, zdravotní sestry či porodní asistentky na 1000 obyvatel. Rozvojový program OSN monitoruje pokrok země v oblasti zdraví směrem k Rozvojovým cílům tisíciletí 4-6, které se týkají zdravotní péče. Zpráva UNDP z poloviny roku 2015 uvádí, že země nesplnila cíl 4 týkající se kojenecké úmrtnosti, přestože ta oproti minulosti "dramaticky" poklesla. Země zároveň pokročila k cíli v bodě 5, kterým je snížit o tři čtvrtiny úmrtnost matek při porodu. Cíl 6 není splněn, protože prevalence HIV nezačala klesat.
Rwanda se účastnila sedmiletého programu zahájeného v roce 2013, který zahrnoval stovky lékařských pedagogů a lékařů z 25 amerických lékařských institucí, včetně Harvard Medical School, Yale Medical School a Duke Medical School, kteří školili rwandský lékařský personál a zaváděli i školící a pobytové programy.